# تومویا فوکوموتو
تومویا فوکوموتو (انگلیسی: Tomoya Fukumoto؛ زادهٔ ۱۷ ژوئیهٔ ۱۹۹۹) بازیکن فوتبال است.